# Almorox
Almorox település Spanyolországban, Toledo tartományban. Almorox Escalona, Paredes de Escalona, Santa Cruz del Retamar, Cenicientos, Cadalso de los Vidrios, San Martín de Valdeiglesias és Villa del Prado községekkel határos. Lakosainak száma 2472 fő (2024).

## Népesség
A település lakosságának változását az alábbi diagram mutatja:
| Lakosok száma | 2171 | 2266 | 2391 | 2410 | 2444 | 2307 | 2215 | 2105 | 2317 | 2472 |
|               | 2001 | 2004 | 2007 | 2009 | 2012 | 2014 | 2017 | 2019 | 2022 | 2024 |